# Aarre Lauha

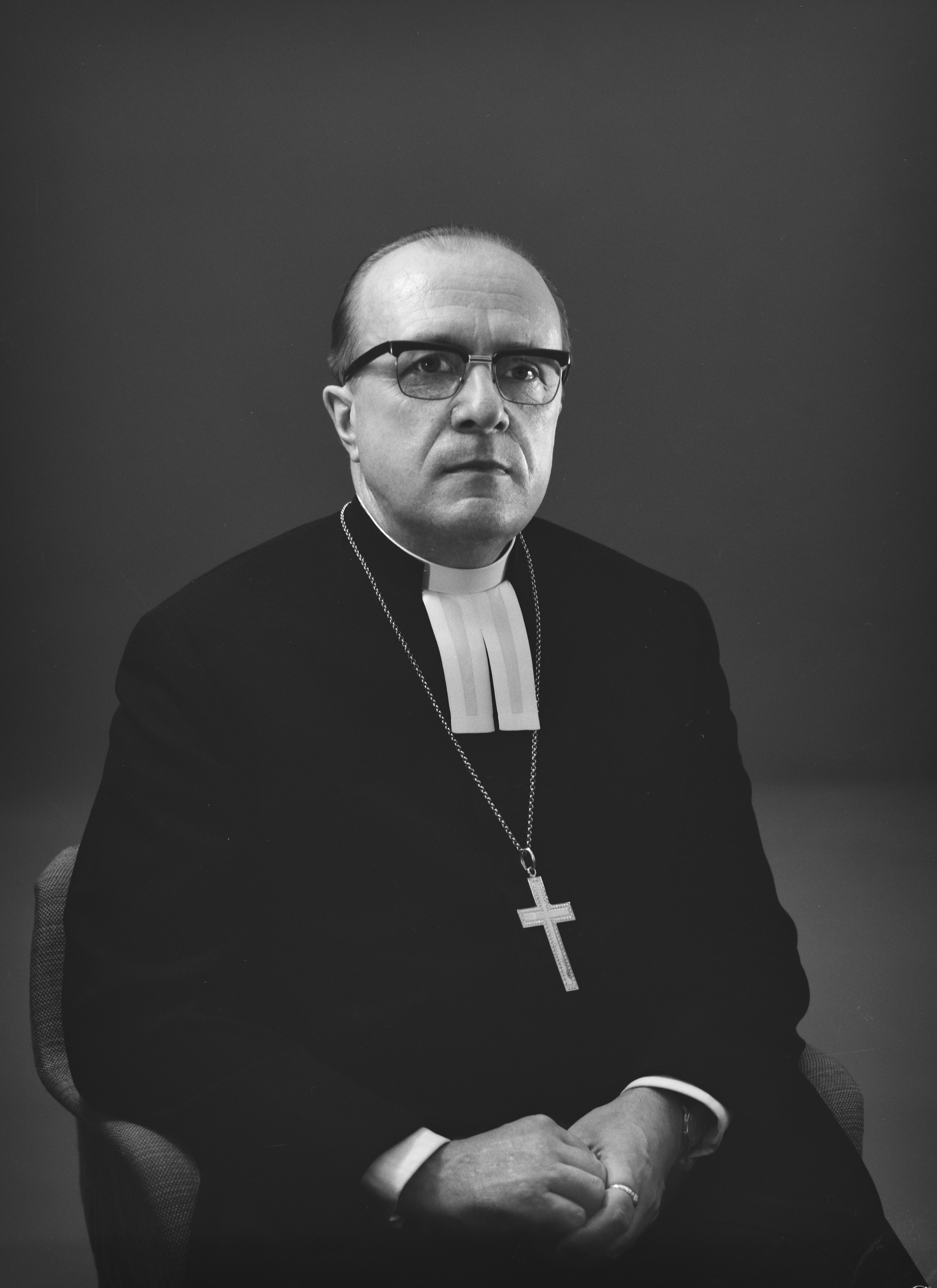
Fotografie von Aarre Lauha, 1965

Leevi Aarre Samuel Lauha (* 1. April 1907 in Savonlinna; † 3. Mai 1988 in Helsinki) war der zweite Bischof des Bistums Helsinki in der Evangelisch-Lutherischen Kirche Finnlands.

## Leben
Aarre Lauha, Sohn eines Pfarrers, vollendete seine theologische Ausbildung 1929 und wurde im selben Jahr in Vyborg ordiniert. Er arbeitete dann als Hilfsprediger in Kangasniemi, ab 1934 als Militärgeistlicher in Lappeenranta. Von 1939 bis 1944 war er Assistenzprofessor für Bibelstudien an der Universität Helsinki, wo er 1940 zum Dr. theol. promoviert wurde. Von 1945 bis 1964 war er dort Professor für Altes Testament. Von 1958 bis 1964 war er Chefredakteur der Zeitschrift Kotimaa.
Lauha wurde 1964 als Nachfolger von Martti Simojoki zum Bischof von Helsinki gewählt. 1972 trat er in den Ruhestand, um wieder verstärkt wissenschaftlich zu arbeiten. Er gehörte zum Redaktionskollegium der Kommentarreihe Biblischer Kommentar Altes Testament, in dem auch sein wissenschaftliches Hauptwerk erschien, ein deutschsprachiger wissenschaftlicher Kommentar zum alttestamentlichen Buch Kohelet. Er interpretierte das Buch als resigniertes Fazit eines isolierten Intellektuellen. Demgegenüber stellte Norbert Lohfink in seinem 1980 erschienenen Kommentar das Buch Kohelet als die kreative Bewältigung des Kulturzusammenstoßes von Hellenismus und Jerusalemer Weisheitstradition dar. Der Buchautor denke den ewig kreisenden Kosmos der Antike und die biblische Theozentrik zusammen.
Auch im Komitee zur Neuerarbeitung einer finnischen Bibelübersetzung arbeitete Lauha noch im Ruhestand mit, ab 1974 als stellvertretender Vorsitzender.

## Schriften (Auswahl)
- Die Geschichtsmotive in den alttestamentlichen Psalmen. Academia scientiarum Fennica, Helsinki 1945.
- Kohelet (= Biblischer Kommentar Altes Testament XIX), Neukirchen-Vluyn 1978; 3. Auflage 2011.